# 头陀镇 (岳西县)
头陀镇，是中华人民共和国安徽省安庆市岳西县下辖的一个乡镇级行政单位。

## 行政区划
头陀镇下辖以下地区：
头陀村、虎形村、西美村、梓树村和石盆村。